# Castle Rock (fictieve plaats)

Op deze kaart wordt New England aangeduid

Castle Rock is een fictieve plaats in Maine die voorkomt in een aantal boeken van Stephen King. Als een typisch New England-dorpje vol duistere geheimen lijkt Castle Rock veel op de andere plaatsen uit Kings oeuvre: Jerusalem's Lot (uit het boek Salem's Lot) en Derry (uit het boek Het).
Castle Rock maakte zijn debuut in de roman Dodelijk dilemma en is vervolgens gebruikt in andere romans. Het was oorspronkelijk de bedoeling van King om Castle Rock niet meer te gebruiken na zijn werk De Noodzaak. In dat boek wordt het plaatsje grotendeels vernietigd. In het korte verhaal It Grows on You (een vervolg op De Noodzaak) werd Caste Rock echter opnieuw gebruikt. Nog later kwam Castle Rock terug in Riding the Bullet en werd de plaats gebruikt in het boek Bag Of Bones. De plaats wordt sporadisch genoemd in Gevangen. De naam is afkomstig uit de roman Lord of the Flies van William Golding.

## Locatie
In 1959 telde Castle Rock 1281 inwoners. In Kings De Noodzaak had Castle Rock 1500 inwoners.
In Creepshow (1982) is er een aanwijzing (aan het einde van het korte verhaal Weeds) die Portland op 60 kilometer, en Boston op 300 kilometer afstand van Castle Rock plaatsen.. Hierdoor wordt Castle Rock geplaatst op het noordelijk halfrond in een straal van ongeveer 60 kilometer van Portland. Een kaart op de website van Stephen King plaatst Castle Rock in Oxford County, in de buurt van Woodstock. Echter, de werken van King vermelden dat Castle Rock gelegen is in de (fictieve) staat Castle County met onder meer een Castle Lake en een Castle View.

## Andere Castle Rocks
De naam van Kings fictieve plaats geniet een dusdanige bekendheid dat deze ook gebruikt is door anderen. Een maandelijkse nieuwsbrief over Stephen King bijvoorbeeld heet Castle Rock (en werd gepubliceerd van januari 1985 tot december 1989).
Na het succes van de film Stand by Me (naar het boek The Body van Stephen King) besloot regisseur Rob Reiner om zijn productiemaatschappij te noemen naar Castle Rock: Castle Rock Entertainment. Dit bedrijf produceerde nadien onder meer de filmversie van De Noodzaak.
Er zijn overigens enkele echte plaatsen met de naam Castle Rock in de Verenigde Staten, zoals Castle Rock in Colorado.

## Gebruik in King's boeken
In de volgende verhalen van King is Castle Rock de primaire locatie:
- Dodelijk dilemma (The Dead Zone)
- Cujo
- Het Lijk (The Body, novelle uit de verhalenbundel "Different Seasons", verfilmd als Stand By Me)
- De vrachtauto van oom Otto (Uncle Otto's Truck, kort verhaal uit de verhalenbundel Duistere krachten)
- Mevrouw Todd gaat binnendoor (Mrs. Todd's Shortcut, kort verhaal uit de verhalenbundel Duistere krachten)
- De Duistere Kant (The Dark Half)
- Spookfoto's (The Sun Dog, novelle uit de verhalenbundel Schemerwereld)
- De Noodzaak (Needful Things)
- Het Laat Je Niet Los (It Grows on You, kort verhaal uit de verhalenbundel Nachtmerries en Droomlandschappen)
- Revival
- Verlichting

Verder wordt in tal van andere verhalen van King gerefereerd aan Castle Rock.